# Danuta Sadowska

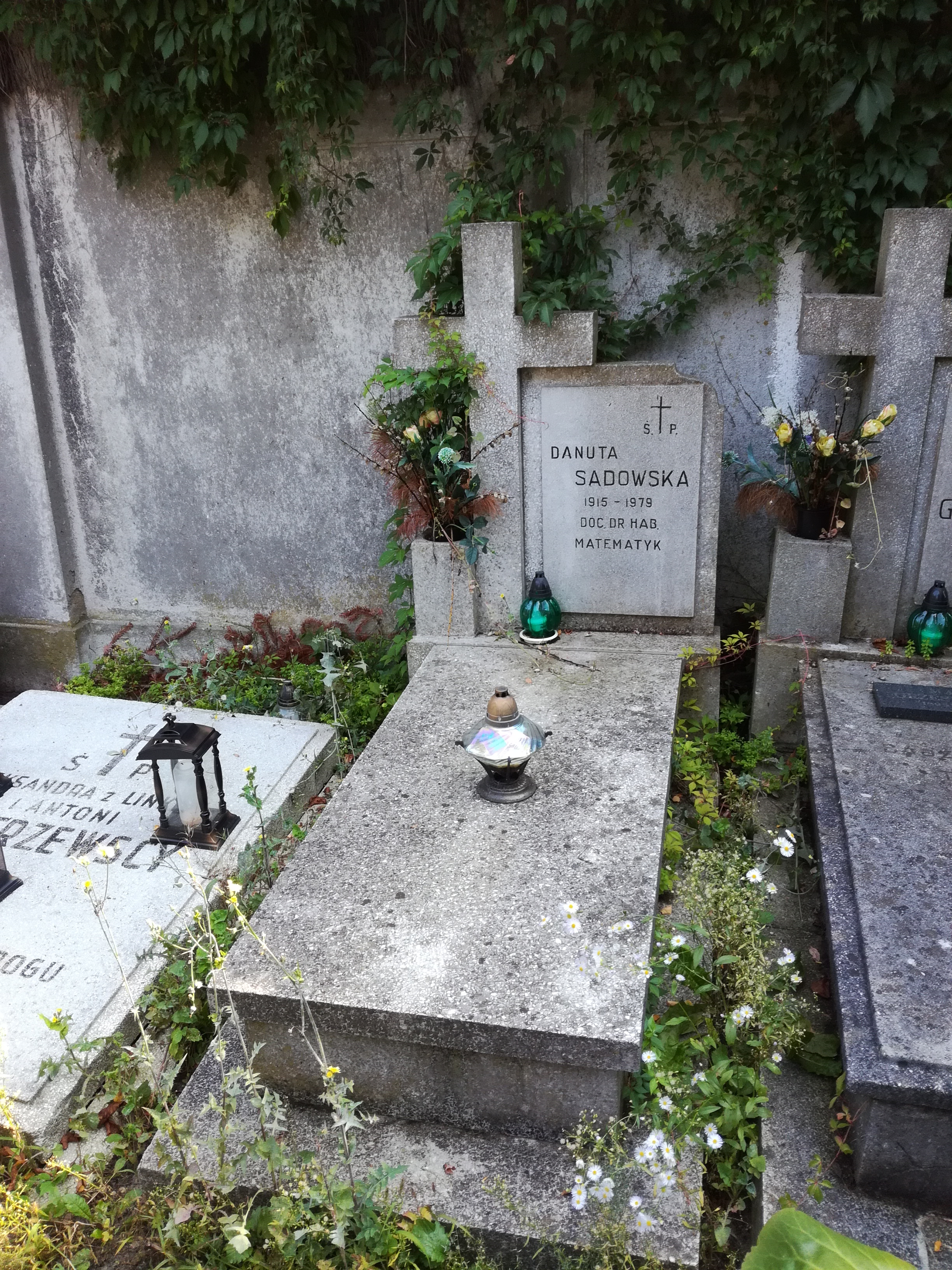
Grób Danuty Sadowskiej na Starym Cmentarzu w Łodzi

Danuta Sadowska (ur. 17 grudnia 1915 w Wiaźmie, zm. 19 października 1979 w Łodzi) – polska matematyczka.

## Życiorys
Urodziła się w rodzinie urzędnika kolejowego Aleksandra Grzesikowskiego. W 1920 roku wraz z rodziną przeniosła się do Wilna, gdzie w latach 1925–1933 uczęszczała do Gimnazjum im. ks. Czartoryskiego. W latach 1933–1937 studiowała matematykę na Uniwersytecie Stefana Batorego w Wilnie. W 1937 roku uzyskała tytuł magistra matematyki (praca dyplomowa zatytułowana była „Szeregi Rademachera”) i podjęła pracę nauczycielską w Baranowiczach. Wojnę spędziła w Wilnie, a w 1945 roku przeniosła się wraz z rodziną do Łodzi. W latach 1946–1948 pracowała w liceum dla dorosłych.
Pracę na Politechnice Łódzkiej rozpoczęła w 1948 roku, od 1954 roku uczestniczyła aktywnie w pracach Instytutu Matematycznego PAN, gdzie była zatrudniona na etacie adiunkta. W 1956 roku na Politechnice Warszawskiej uzyskała stopień doktora (w ówczesnym nazewnictwie kandydata) nauk matematycznych. Promotorem był Witold Pogorzelski, praca nosiła tytuł „Zagadnienie Cauchy'ego dla układu parabolicznego badane metodą kolejnych przybliżeń” i została obroniona 9 listopada 1956. W tym samym roku objęła stanowisko zastępcy profesora na PŁ. Tytuł naukowy docenta uzyskała w Instytucie Matematycznym PAN w 1963 roku na podstawie rozprawy „Zagadnienie Cauchy'ego dla układu parabolicznego, którego współczynniki zależą od funkcji niewiadomej”. Od 1963 roku współpracowała także z Katedrą Matematyki Politechniki Warszawskiej. W latach 1966–1969 pełniła funkcję prodziekana Wydziału Elektrycznego Politechniki Łódzkiej.
W 1967 roku wraz z utworzeniem nowej Katedry Matematyki na Wydziale Elektrycznym Politechniki Łódzkiej została jej kierownikiem, pełniąc tę funkcję do roku 1970. Od roku 1970 pracowała w Instytucie Matematyki Politechniki Łódzkiej.
Została pochowana na Starym Cmentarzu w Łodzi.

## Potomkowie naukowi
Jej potomkami naukowymi są:
- Zbigniew Binderman
- Krystyna Makówka